# 노구치 미술관

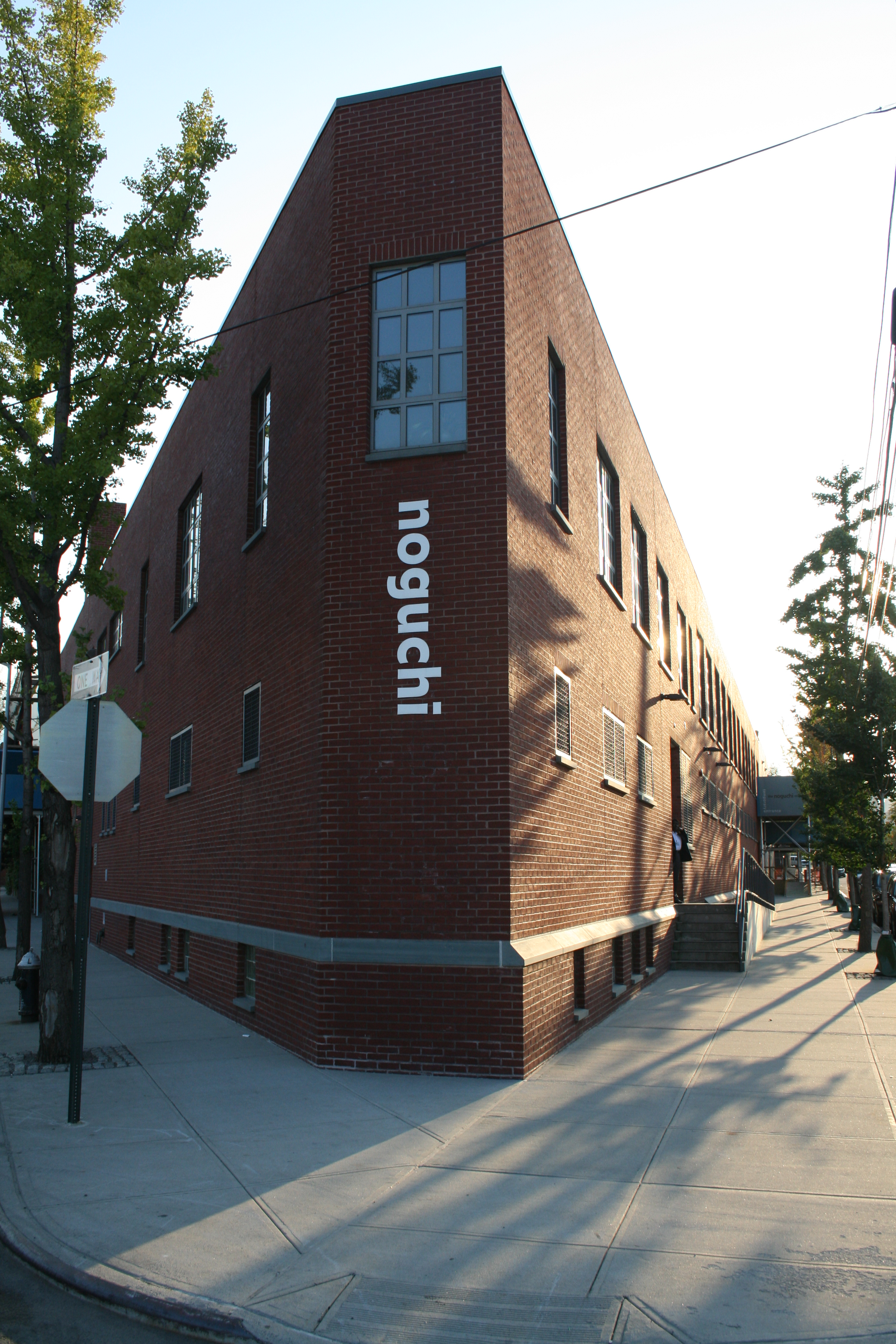
노구치 미술관

노구치 미술관(Noguchi Museum)은 뉴욕 퀸스 롱아일랜드시티에 위치한 미술관이다. 조각가 이사무 노구치의 작업실을 1985년 미술관으로 개관한 것이다.